# Вылданова, Адиля Рамиловна
Адиля Вылданова (род. 19 марта 1994 года) — казахстанская футболистка, полузащитница сборной Казахстана по футболу и ЖФК «БИИК-Казыгурт».

## Карьера
Всю карьеру провела в команде «БИИК-Казыгурт». В 2019 году стала лучшим бомбардиром чемпионата Казахстана.
С 2010 по 2012 годы играла в молодёжной сборной Казахстана. В целом за молодёжную сборную Вылданова сыграла 11 матчей и не забила не одного гола.
5 апреля 2012 года Вылданова дебютировала в главной сборной в матче против Испании (0:13). В целом за главную сборную Вылданова сыграла 34 матча и не забила не одного гола.
В составе сборной команды Казахстана участвовала в отборочном турнире к чемпионату мира по футболу 2019.